# Cochrane, Alberta
Cochrane är en ort i Kanada.   Den ligger i provinsen Alberta, i den centrala delen av landet, 2 900 km väster om huvudstaden Ottawa. Cochrane ligger 1 143 meter över havet och antalet invånare är 16 365.
Terrängen runt Cochrane är huvudsakligen platt, men österut är den kuperad. Cochrane ligger nere i en dal. Det finns inga andra samhällen i närheten.
Runt Cochrane är det i huvudsak tätbebyggt. Runt Cochrane är det ganska glesbefolkat, med 39 invånare per kvadratkilometer.